# Empatie

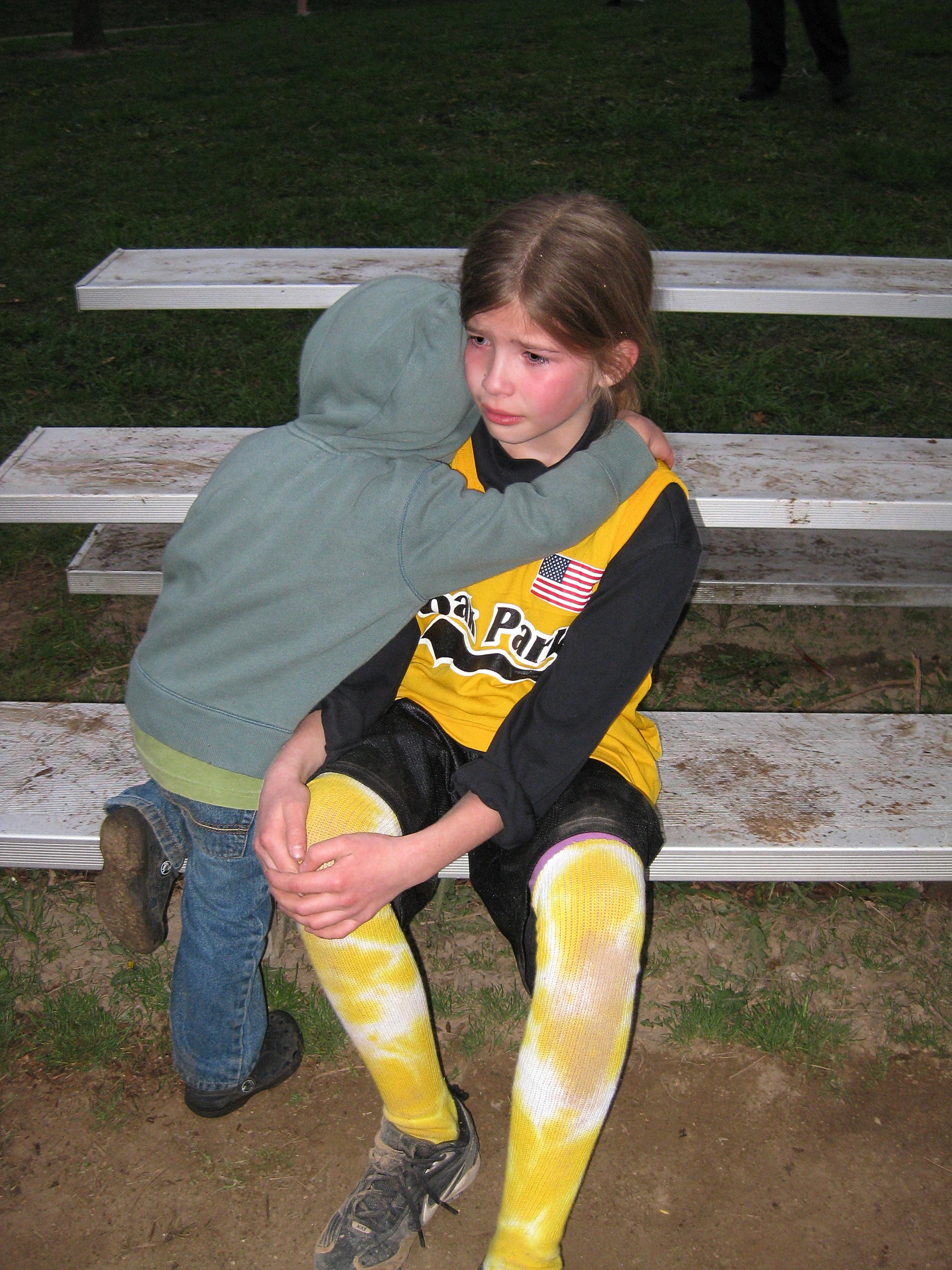
Příklad empatického chování u mládeže.

Empatie neboli vcítění je definováno jako „schopnost vstoupit do situace a emoční polohy jiného člověka a tímto způsobem jej chápat citově i kognitivně“.  Definice empatie zahrnují širokou škálu emočních stavů. Jedná se o emocionální ztotožnění s viděním, slyšením i chápáním jednání jiných osob. Jde tedy o schopnost chápat a porozumět důvodům, příčinám i účelům jak verbálních, tak i neverbálních projevů druhých. Empatie má úzkou souvislost se schopností naslouchat ostatním a umět si dobře vysvětlit, co si myslí a o co usilují. Empatie se obecně dělí na dvě složky: kognitivní empatii a emoční (nebo afektivní) empatii. Dále lze klasifikovat i somatickou empatii.

## Etymologie
Termín empatie je řeckého původu – empatheia (en „v“ a patos „vášeň/utrpení“), stejně jako slova empatii blízká – sympatie, apatie, antipatie atp.
Termín byl poté upraven Hermannem Lotzem a Robertem Vischerem tak, aby vytvořil německé slovo Einfühlung („vcítění“). Následně ho v angličtině popsal britský kritik a autor, Vernon Lee, který vysvětlil, že: "slovo sympatie, vcítění se... se používá pouze tehdy, když naše pocity vstupují a jsou absorbovány do formy, kterou vnímáme.“ Pojem "Einfühlung" byl tak oficiálně překládán Edwardem B. Titchenerem od roku 1909 jako „empatie“.
Empatie byla definována řadou neuropsychologů, psychologů a filozofů. Nicméně bylo běžnější, že výzkumy prováděné před 50. lety 20. stol. používaly spíše termín sympatie než empatie k popisu této sdílené emocionální reakce.  Od té doby vědci vytvořili řadu frází jako např. "emoční nákaza" nebo "paralelní emoční reakce", aby zdůraznili jedinečné charakteristiky tohoto procesu. Tento pohled na empatii je potenciálně problematický v tom smyslu, že není jasné, zda pozorovatel musí prožívat emocionální reakci, která je ve srovnání s emocemi druhého buď úplně stejného tónu, stejné valence, stejné intenzity, nebo určité kombinace těchto tří, aby mohla být kvalifikována jako empatie.

## Definice

### Obecná definice
Definice empatie zahrnují širokou škálu emocionálních stavů, včetně péče o druhé lidi a touhy jim pomoci, prožívání stejných emocí, které odpovídají emocím druhého, dále rozeznávání toho, co si druhý myslí a cítí a zmenšování rozdílů mezi sebou a druhým. Někteří tedy věří, že empatie zahrnuje spíš schopnost vyrovnat se jiným emocím, zatímco jiní chápou empatii jako zahrnutí druhého člověka něhou. 

#### Empatie v sociální psychologii
V oblasti sociální psychologie byla část výzkum věnována především emočním a kognitivním mechanismům, které člověku umožňují představit si stav jaký druhá osoba prožívá. Jeden z významných autorů v oblasti sociální psychologie patří Daniel Batson. Batson empatii chápal jako jednání člověka se zaměřením na zájem druhé osoby a zároveň tuto souvislost zařadil k empatickému zájmu.
Jako další významnou autorku lze zmínit Taniu Singer, která společně s dalším autorem (Frederique de Vignemont) definovala empatii takto: „O empatii se jedná jestliže: 1) se člověk nachází v určitém emočním stavu; 2) tento stav je velmi podobný emočnímu stavu druhé osoby; 3) tento stav byl vyvolán pozorováním či představováním si emočního stavu druhé osoby; 4) jedinec si je vědom skutečnosti, že zdrojem jeho vlastního emočního stavu je druhá osoba.“

#### Empatie v psychoterapii
Na rozdíl od sociální psychologie, kde se empatie pojímá teoreticky se psychoterapie zabývá právě její praktickou částí a aplikací. V psychoterapii hraje empatie důležitou roli. V dnešní době jsou v tomto oboru využívány multi-fázové koncepce empatie. Empatie je zde popisována jako proces, který zahrnuje emoční a kognitivní komponentu.

#### Empatie v pedagogice
V pedagogice není empatii věnována velká pozornost, jelikož se nejedná o předmět jejího zájmu. Ovšem s empatií se zde pracuje na praktické úrovni, neboť prostřednictvím základních prostředků empatie se navazuje vztah mezi učitelem nebo jiným pedagogickým pracovníkem a žáky a tvoří předpoklad pro úspěšnou spolupráci ve výchově a vzdělávání.

#### Empatie v ošetřovatelství
I v ošetřovatelství lze vidět, jak empatie může být mnohoznačný a komplikovaný jev. V tomto oboru se odlišuje v rámci pěti aspektů. Empatie je jevem vědomým i nevědomým, objektivním i subjektivním, má vztah k živým i neživým věcem a vede jak k pozitivním tak i negativním prožitkům. V ošetřovatelství může být empatie také vnímána jako profesionální stav, komunikační proces, pečování nebo jako speciální vztah.

### Rozdíly mezi empatií a podobnými termíny
Empatie a sympatie jsou termíny, které byly v minulosti často spojovány.
Empatie je často definována jako emoce, kterou lidé cítí, když jsou ostatní v nouzi, což lidi motivuje, aby jim pomohli. Sympatie je pocit péče a pochopení pro někoho v nouzi. Mezi ně patří sympatie k empatickým obavám (obávání se o jiné), do nichž někteří učenci zahrnují přání, aby se měli lépe nebo byli šťastnější.
Empatie se odlišuje také od lítosti a emoční nákazy. Lítost je pocit, který člověk cítí k druhým, kteří by mohli mít potíže nebo potřebují pomoc, protože si své problémy nemohou vyřešit sami. Emoční nákaza je situace, kdy člověk imitativně „chytí“ emoce, které ostatní projevují, aniž by si nutně uvědomil, že se to děje.

## Klasifikace
Empatie je často rozdělována do dvou hlavních oblastí. Těmito oblastmi se rozumí afektivní a kognitivní empatie. Pokud bychom si je měli blíže specifikovat, tak pod pojmem kognitivní empatie si můžeme představit, že se zde jedná o schopnost porozumět cizí perspektivě (popřípadě duševnímu stavu). Velmi často se tento pojem taky používá pod názvy sociální poznávání a nebo také mentalizace. Naopak afektivní empatie, které se také někdy říká emocionální empatie, je chápána jako schopnost reagovat nějakým vhodným citem na určitý duševní stav druhého jedince. Tím se rozumí, že naše schopnosti se emocionálně vcítit jsou založené na tzv. emoční nákaze, která je ovlivněna například emocionálním stavem toho druhého jedince. Je zde nutno ale také dodat, že afektivní a kognitivní empatie jsou na sobě nezávislé. Tím se rozumí, že když se někdo dokáže silně citově vcítit, tak to neznamená, že je automaticky dobrý v chápání pohledu druhého.
Oba tyto druhy empatie se dají rozdělit do určitých škál. U kognitivní empatie se jedná a tyto následující:
- perspektivní pohled – zde se jedná o jisté tendence, kdy jedinec na sebe spontánně přebírá tyto psychologické perspektivy jiných
- fantazie – zde (jak název vypovídá) dochází ke ztotožnění se s fiktivními postavami
- taktická/strategická empatie – zde se jedná o úmyslné využití perspektivy jiného jedince pro dosažení určitých mých záměrů/cílů.[6]

Dále tady máme škály afektivní empatie:
- empatická obava – schopnost s druhým jedincem soucítit v návaznosti na jejich utrpení a celkově schopnost soucitu
- osobní tíseň – zde se jedná o schopnost mít sebestředné pocity jistého nepříjemného pocitu a úzkosti, a to v návaznosti na utrpení druhého jedince.[7]

Dále je dobré zmínit ještě pojem somatická empatie, kdy se jedná o fyzickou reakci, která je pravděpodobně založená na reakcích zrcadlových neuronů, které se nachází v našem somatickém nervovém systému.

## Mentalizace
Pojem mentalizace, který se nazývá i Teorie mysli (ToM), je často středem vědeckých zájmů některých odborníků. Tento fenomén si můžeme představit i jako jednoduché věty, konkrétně například: „Vím, že víš, co si myslím.“ Tato kognitivní schopnost bývá často označována i jako teorie vědomí nebo teorie duševních stavů. Někdy však můžeme narazit v některých článcích na pojem „čtení mysli“.
Princip tohoto mechanismu je následující. Jedinec má určitou teorii nebo domněnku, co si myslí druhá osoba. Tudíž následné uvědomění si, že i druzí lidé mají mentální stavy (myšlenky, touhy, domněnky), které následně řídí jejich chování, je podstata této schopnosti mentalizace. Je však důležité podotknout, že tento princip nespočívá jen v již zmíněném, ale i v uvědomění si našich vlastních mentálních stavů. (Barrett, Dunbar, & Lycett, 2007)
Tato schopnost nám pomáhá si vytvářet náš vlastní niterní svět a zároveň nám pomáhá si představit niterní svět druhých. Avšak i toto má své úskalí, konkrétně že díky těmto schopnostem můžeme být oklamáni (buď sami sebou nebo druhými) nebo oklamat druhé. S klamáním se nám pojí následující pojem Machiaveliánská inteligence, která je vlastně odvrácená tvář mentalizace. Avšak i přes to je nezbytná věc pro člověka v ohledu na evoluční proces vývoje.
Nakonec je však důležité s tímto pojmem spojit ještě jeden, konkrétně intencionalitu (záměrnost). Tento pojem chápeme jako stav mysli, který souvisí s domněnkami a přáními. Mentalizace představuje intencionalitu druhého řádu, konkrétně se to dá ukázat na větě: „Domnívám se, že ty si myslíš, že to dopadne dobře.“

## Měření empatie
U měření empatie využíváme dvě metody, konkrétně sebeposuzovací a projektivní. Obě metody obsahují několik variant a možností testů, které jedinec absolvuje, abychom mohli vytvářet různé teorie o empatii a určovat míru empatie u každého člověka či u skupin lidí. Konkrétně u sebeposuzovací metody existuje 33 dotazníkových metod. Ale u projektivní metody se jedná pouze o dva typy, avšak je zde dobré zmínit, že při projektivních metodách je neocenitelná výhoda, konkrétně, že je výsledek méně zkreslený, avšak je kladen mnohem větší důraz na psychologa, který konkrétní test vede.
U sebeposuzovací metody si můžeme uvést jako příklad Hodnotící test vhledu a empatie z roku 1949. Jeho autorem je Dymond a spočívá v tom, že je složen ze čtyř částí, přičemž každá má šest položek. První část je zaměřena na ohodnocení sebe samotného na pětibodové škále v šesti položkách (sebedůvěra, nadřazený–podřazený, sobecký–nesobecký, přátelský–nepřátelský, vůdčí typ – následující typ a smysl pro humor), dále druhá část je zaměřena na hodnocení druhého se stejnými položkami. Ve třetí části měl ohodnotit druhého tak, jak si myslí, že by se ohodnotil sám. V poslední čtvrté části se jedná o hodnocení sebe tak, jak ho podle něj vidí ostatní. Tento test byl tedy vytvořen za účelem zjištění, jak dobře se dokáže subjekt „přemístit“ do myšlenek nebo pocitů a jednání druhých. 
Jednou nevýhodou a takovým úskalím u sebeposuzovacích metod může být spoléhání se na sebeposuzování jedincem. Je tí myšleno to, že se člověk mže vnímat více empatickým, než jak ve skutečnosti je, což může následně vést ke zkresleným výsledkům. Platí zde i takový paradox, že člověk, který má nízkou míru empatie, je tím posledním, který by si o sobě myslel, že má málo empatie. 
V případě výzkumu empatie např. u psychopatů, není sebeposuzování spolehlivé, protože obvykle lžou, aby zamaskovali svoji přirozenost. Za tímto účelem byla vyvinuta metoda měření autonomních fyziologických reakcí – měření toho, do jaké míry je člověk rozrušený pohledem či poslechem emočně nabitého podnětu. Měřena bývá kožně galvanická reakce a výsledky ukazují, že psychopati, ve srovnání s neklinickou populací, jsou obvykle méně rozrušení, pokud vidí obrázky trpících lidí.
U projektivních metod existuje nepatrná výhoda, konkrétně skutečnost, že nevyvolávají atmosféru zkouškové situace. Avšak existuje zde i kritika, že u těchto metod bývá často sporná validita. Současné interpretační systémy se ale snaží o přesnější pokusy postižení validity. Jedná se zde konkrétně o ROR (Rorschachova metoda) a o TAT (Tematický apercepční test). 

## Empatie v praxi
Do člověka se můžeme vcítit jen na krátkou dobu (při hovoru, při jednání, při sporu…) a pokud ho neznáme a není pravděpodobné, že se s ním vícekrát setkáme, pak si všímáme především jeho aktuálního chování a reakcí. Ať už vědomě, či nevědomě vnímáme především signály, které do okolí nevědomky vysílá a souhrnně se označují jako řeč těla (neverbální komunikace). Důležité je například, jaký zaujímá osoba (do níž se vciťujeme) status (tzn.: je spíše ustrašená, povolná a ponížená, nebo dominantní, sebejistá a neohrožená…), velmi výhodné je i určení temperamentu (sangvinik, cholerik, flegmatik, melancholik), ale zvláště při krátkodobém usuzování nesmíme zapomenout na to, že nikoho nemůžeme absolutně přesně zařadit do nějaké učebnicové skupiny, každý člověk je originál. Můžeme však vytušit, jaký vhodný tón hlasu zvolit, jaký status a držení těla zaujmout nebo jakou metodu jednání použít, abychom situaci co nejvhodněji vyřešili.
A můžeme se také pokoušet vcítit do někoho, koho známe již léta (nebo jsme ho poznali nedávno, něco o něm víme a pravděpodobně se s ním budeme ještě mnohokrát setkávat) v takovém případě lze samozřejmě mnohem přesněji určit status i temperament, protože se můžeme opřít o jisté zkušenosti a postřehy z minulosti. Minulost je obrovskou výhodou, které je nanejvýš vhodné využít i dále: zaměřit se nejvíce vyplatí na prostředí, v jakém osoba vyrůstala, jaké zásadní zvraty a významné události ji v životě potkaly a jak ji poznamenaly (nemusí to být vždy jen více či méně negativní, ale i pozitivní zkušenosti), co ji zajímá a s čím se nikdy v životě nesetkala. Pak již dokážeme určit proč zaujímá jisté stanovisko a jaké hodnoty jsou pro ni v životě důležité.[zdroj?] Jak bude reagovat na kritiku i jak moc a od koho ji přijme. Jaký dojem v ní chování a situace zanechají.
Pro empatie můžeme mít zvláštní nadání (i talent), nebo ji lze studovat a naučit se ji používat. Všeobecně však platí, že se nedokážeme neustále zabývat a zohledňovat pocity druhých. Vynikající je empatii využít v určitých situacích (jejich volba záleží na každém z nás) ale není dobré neustále dbát na to, co se děje ve všech okolo: nejen, že je to nad lidské síly, ale navíc bychom takto mohli ztratit vlastní hodnoty a pocity a nemusel by se najít nikdo, kdo by nás dokázal pochopit.
Empatie je základním pojmem humanistické psychologie (C. R. Rogers).
Empatii lze dělit na afektivní (citovou, emoční) a kognitivní (rozumovou). Afektivní empatie je soustředěna v insulární části mozku, kdežto kognitivní v blízkosti kalozního tělesa. Empatie ve vnímání cizí a vlastní bolesti je soustředěna do jiné části mozku a nejedná se tedy v případě empatie o vrozenou senzorickou záležitost.
Empatie nesouvisí s vírou a náboženstvím.